# Tempio di Ranakpur
Il tempio di Ranakpur è un complesso di templi giainisti sito a Ranakpur, villaggio nei pressi della città di Sadri nel distretto di Pali del Rajasthan nell'occidente dell'India. Si trova tra Jodhpur e Udaipur a 162 km da Jodhpur ed a 91 km da Udaipur, in una valle nella zona occidentale dei monti Aravalli.
Oltre che per l'architettura del tempio e il suo grande numero di pilastri, il luogo è famoso per la notevole popolazione di scimmie che vivono nei boschi attorno al tempio.

## Tempio giainista
Il rinomato tempio giainista di Ranakpur è dedicato al Tirthankara Adinatha.
Secondo una leggenda locale, Dharma Shah, un uomo d'affari gianista del luogo, iniziò la costruzione del tempio, nel XV secolo, a seguito di una visione divina. Il tempio è dedicato ad Adinath, il primo Tirthankar dell'attuale semiciclo (avasarpiṇī) secondo la cosmologia giainista. La città di Ranakpur ed il tempio hanno mutuato il nome dal monarca locale, Rana Kumbha che sovvenzionò la costruzione dello stesso.

### Architettura
L'architettura Māru-Gurjara mostra la profonda conoscenza delle strutture ed il raffinato stile degli artisti del Rajasthan delle epoche precedenti. L'architettura dell'epoca aveva due stili principali: Maha-Maru e Maru-Gurjara. Secondo M. A. Dhaky, lo stile Maha-Maru si sviluppò all'inizio a Marudesa, Sapadalaksha, Surasena e in parte dell'Uparamala mentre il Maru-Gurjara ebbe origine a Medapata, Gurjaradesa-Arbuda, Gurjaradesa-Anarta e in alcune aree del Gujarat. Studiosi come George Michell, M.A. Dhaky, Michael W. Meister e U.S. Moorti ritengono che l'architettura Māru-Gurjara del tempio sia interamente di origine indiana occidentale e molto differente da quella dei templi dell'India del nord. Esiste comunque un collegamento tra questa architettura e quella del tempio di Hoysala. In entrambi questi stili l'architettura è trattata dal punto di vista scultoreo.
Per la sua costruzione sono stati utilizzati marmi colorati dalla luce, in una struttura che occupa una superficie di circa 3.720 m². Il tempio, con le sue cupole shikhara, torrette e cupole, si erge maestoso dal pendio di una collina. Oltre 1.444 colonne di marmo, scolpite nei minimi dettagli, sostengono il tempio. I pilastri sono tutti scolpiti in modo diverso e non ne esistono due uguali. Si dice anche che sia impossibile contare i pilastri visto il loro grande numero e il fatto che sono gli uni vicinissimi agli altri. Inoltre tutte le statue sono disposte una di fronte all'altra. Esiste una bella scultura, realizzata da una singola roccia di marmo, con 108 teste di serpente e numerose code delle quali non si riesce ad individuare la fine. L'immagine principale della divinità è rivolta in tutte e quattro le direzioni cardinali. In asse con l'ingresso principale, sul lato ovest, si trova l'immagine più grande. La moolnayak di questo tempio è un idolo di colore bianco alto 180 cm rappresentante Adinatha.
Il tempio è stato progettato come chaumukha con quattro facciate. La costruzione e le quadruple immagini simbolizzano la conquista dei quattro punti cardinali e quindi del cosmo da parte del Tirthankara. L'architettura e la scultura della pietra del tempio è basata sull'antico
tempio sito a Mirpur in Rajasthan.
Il tempio del Sole di Ranakpur risale al XIII secolo. Dopo la sua distruzione, venne ricostruito nel XV secolo.
Nel complesso si trova anche un tempio dedicato a Suparshvanatha. Il tempio ha un'architettura intrinseca ed è famoso per le sculture di soggetto erotico che decorano le sue pareti. 

### Storia
La costruzione è documentata da un'iscrizione su una piastra in rame del 1437, dal testo in sanscrito, Soma-Saubhagya Kavya. Ispirato da un sogno di un veicolo celestiale, Dhanna Shah, di Ghanerao della comunità Porwal, iniziò la sua costruzione, con il sostegno di Rana Kumbha, al tempo regnate del Mewar. L'architetto che realizzò il progetto aveva nome Deepaka. C'è una scritta, su un pilastro vicino al santuario principale, che afferma che nel 1439 Deepika, architetto, costruì il tempio sotto la direzione di Dharanka, un devoto giainista. Quando fu completato il piano terra, Acharya Soma Sundar Suri di Tapa Gachha fu supervisore delle cerimonie, che sono descritte in Soma-Saubhagya Kavya. La costruzione andò avanti fino al 1458.
Nei secoli il tempio è stato più volte restaurato ed è stato amministrato dalla società Anandji Kalyanji Trust nel XX secolo.

## Galleria d'immagini

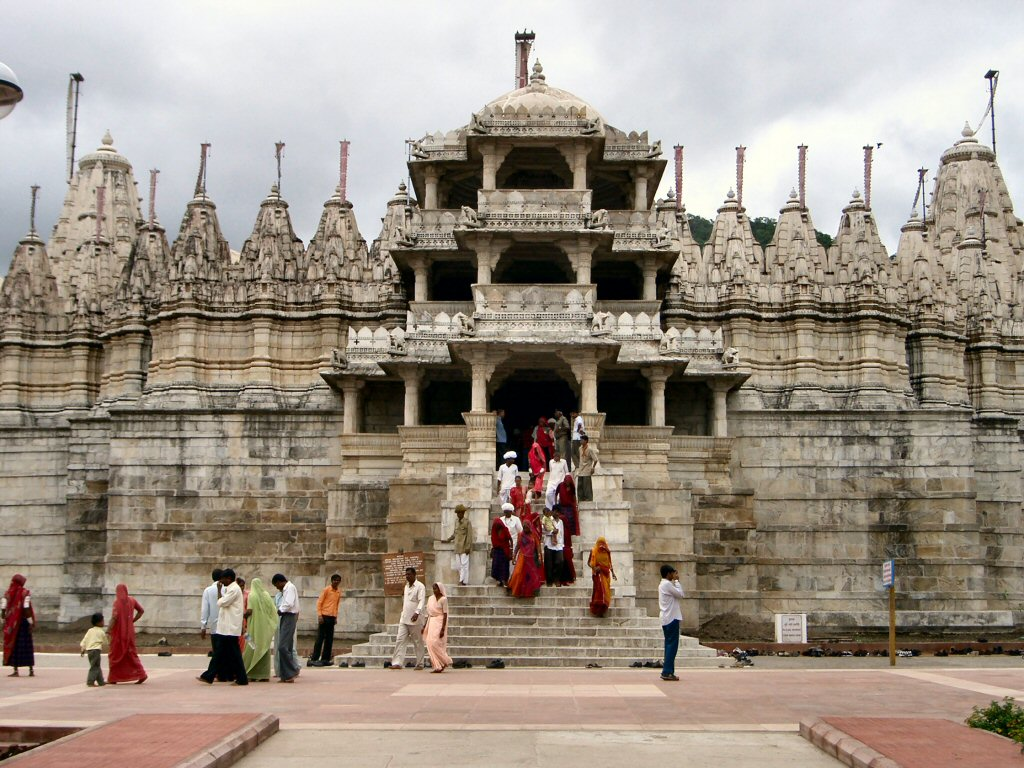
Fedeli che escono dal tempio di Ranakpur
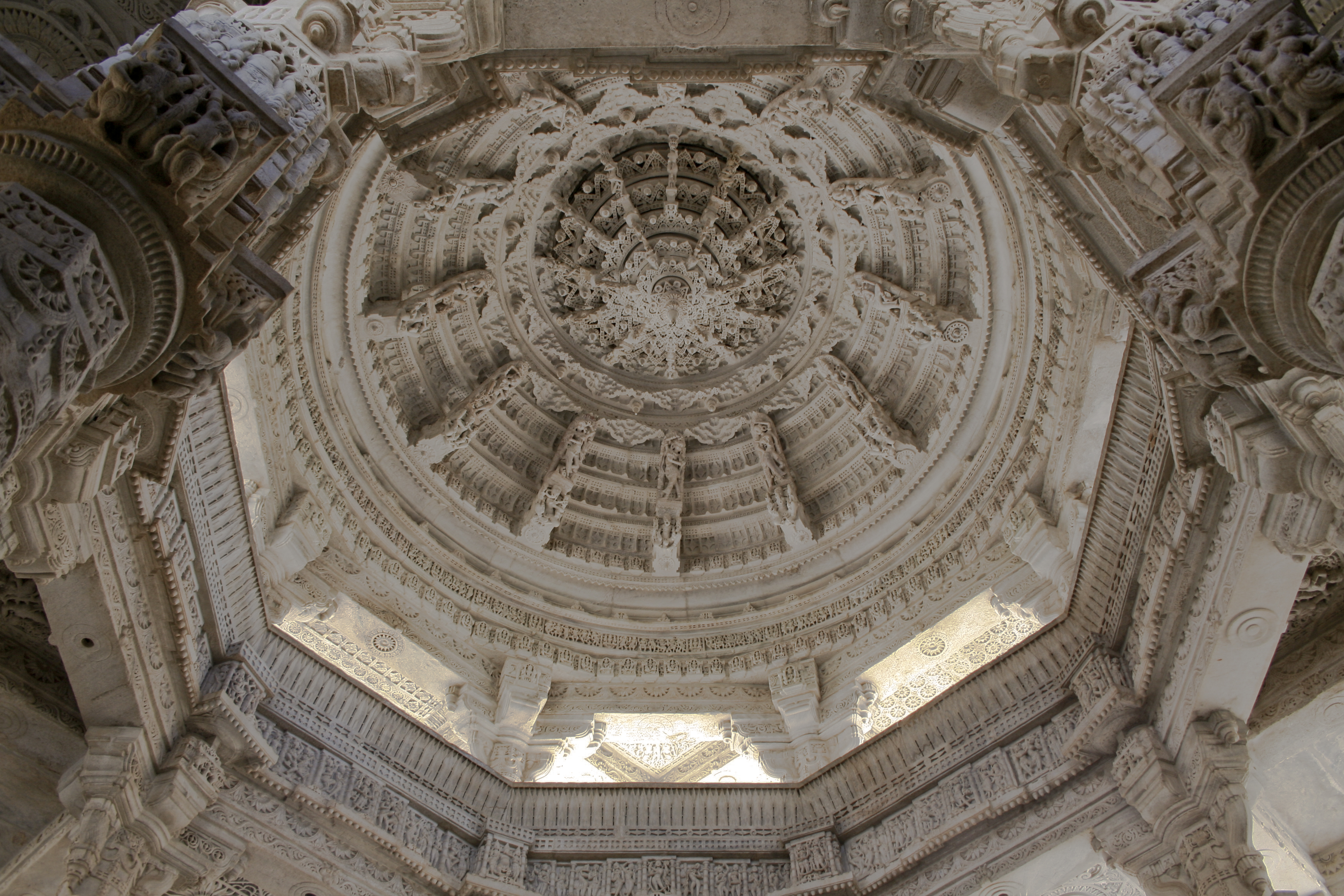
Dettagli del soffitto
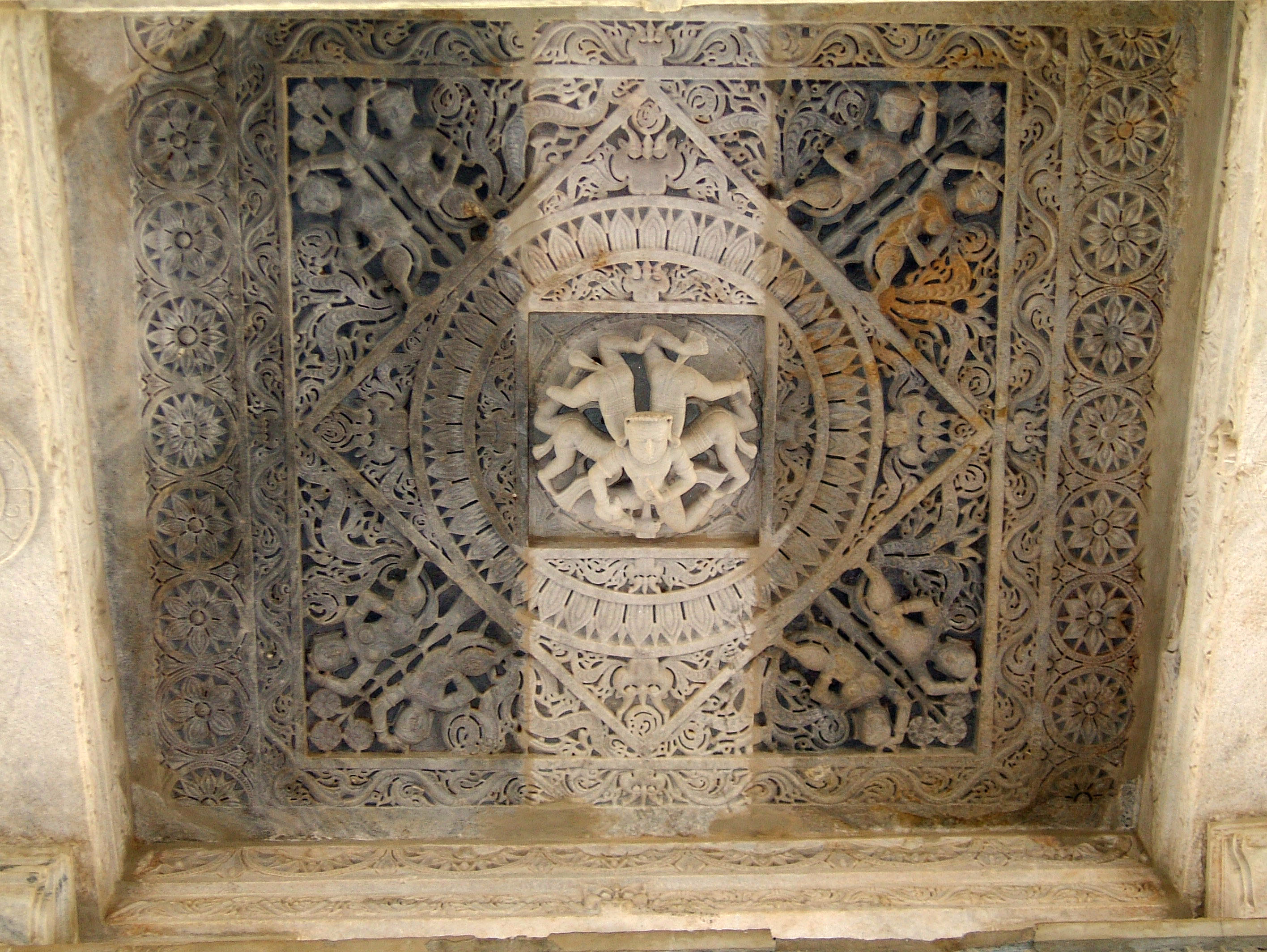
Il soffitto dell'ingresso è decorato con Kichaka, un uomo barbuto con cinque corpi che rappresentano il fuoco, l'acqua, il cielo, la terra e l'aria.
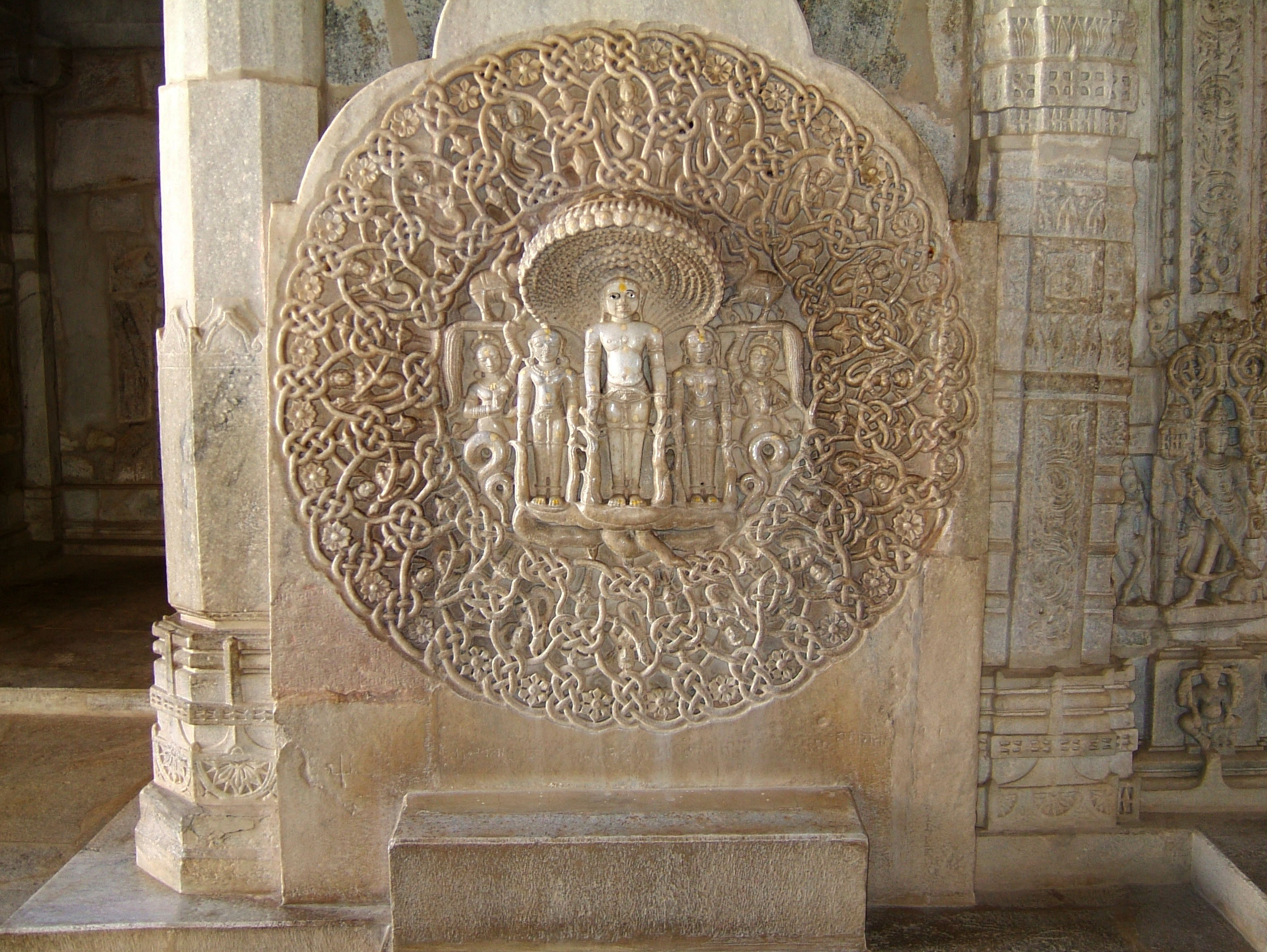
La divinità di Shri Parshwanathjee con 108 teste di serpente e numerose code. Non si riesce ad individuare la fine delle code.
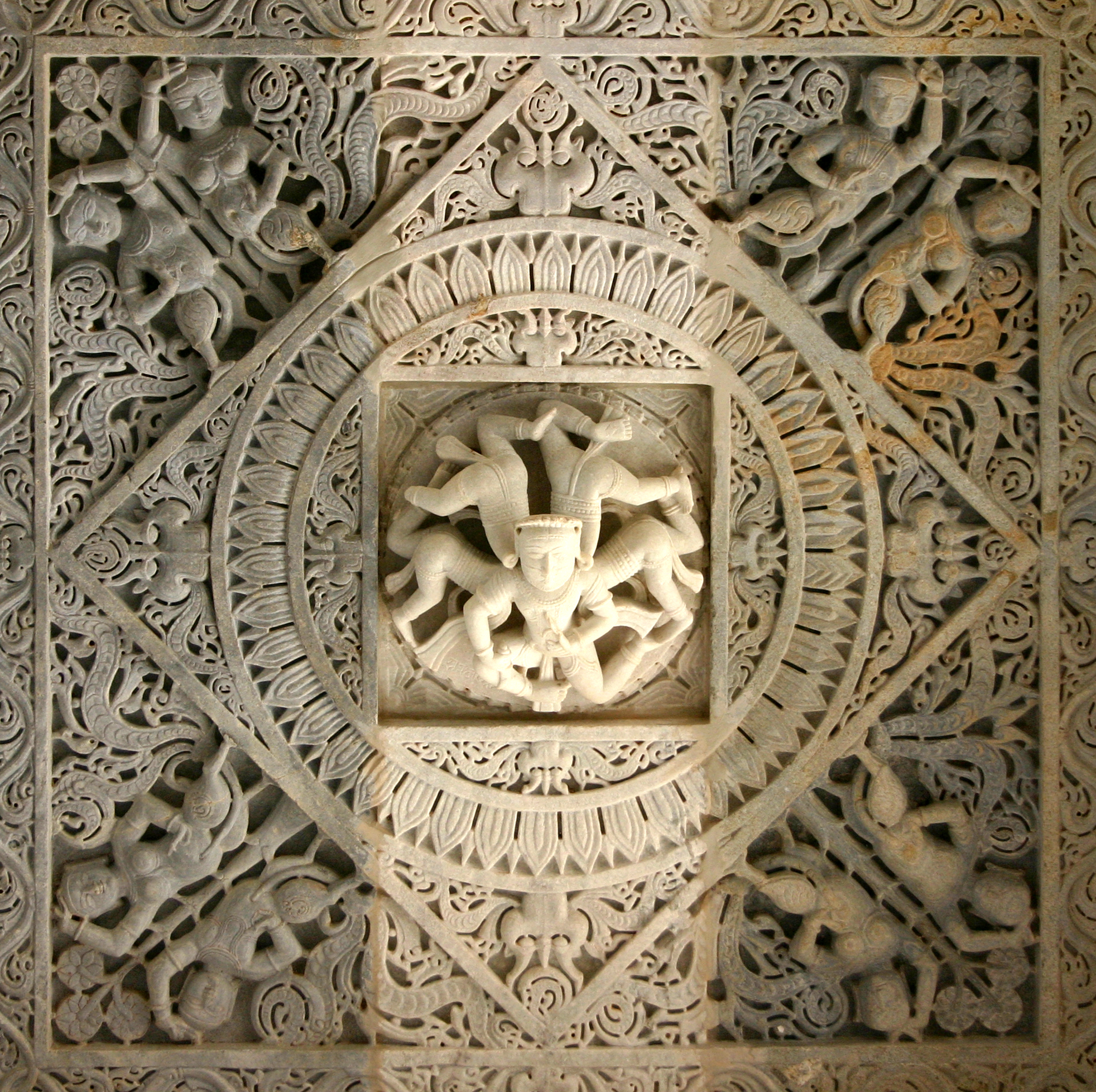
Il soffitto dell'ingresso è decorato con Kichaka, un uomo barbuto con cinque corpi che rappresentano il fuoco, l'acqua, il cielo, la terra e l'aria.
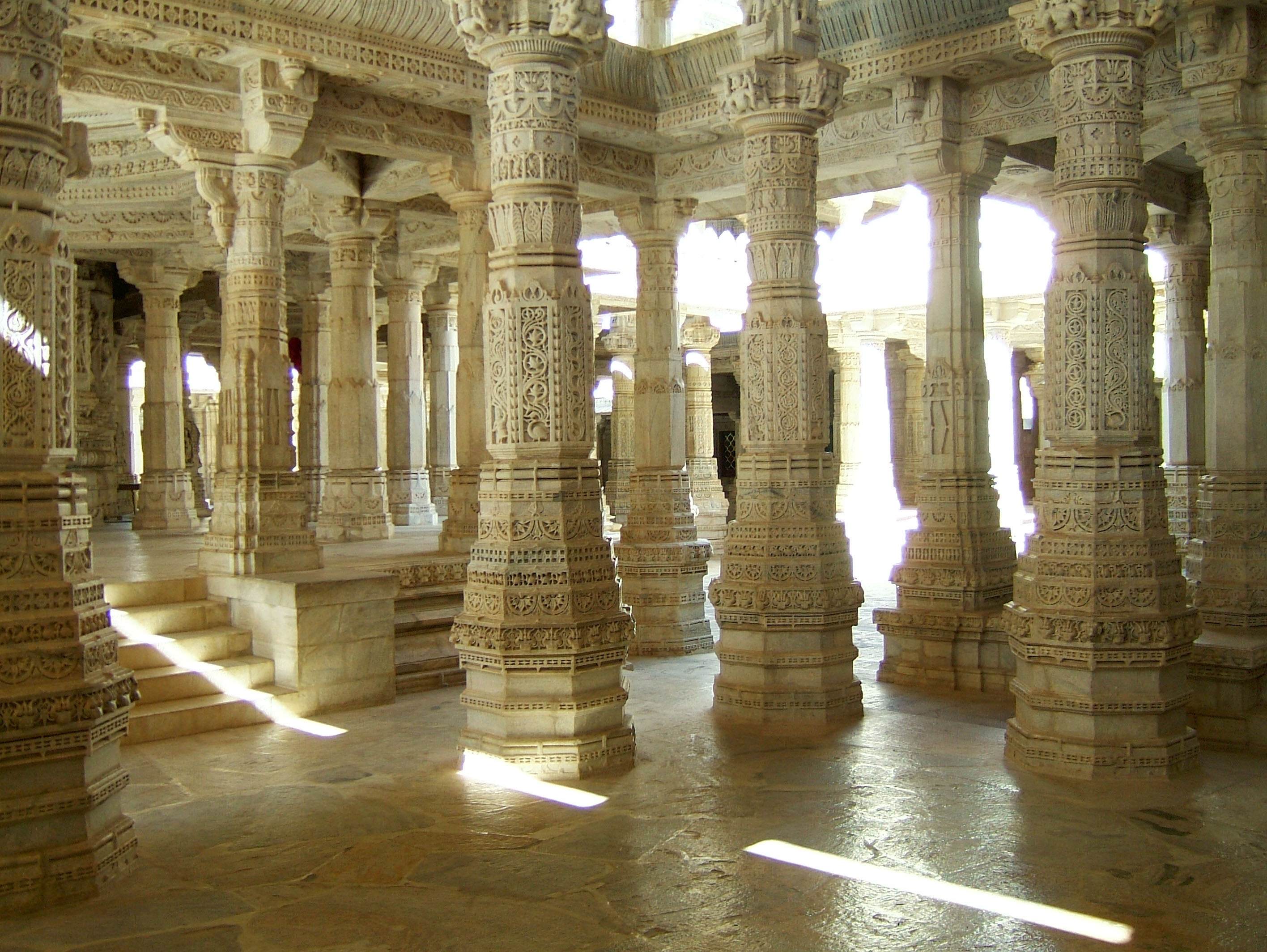
Pilastro in marmo del tempio di Ranakpur
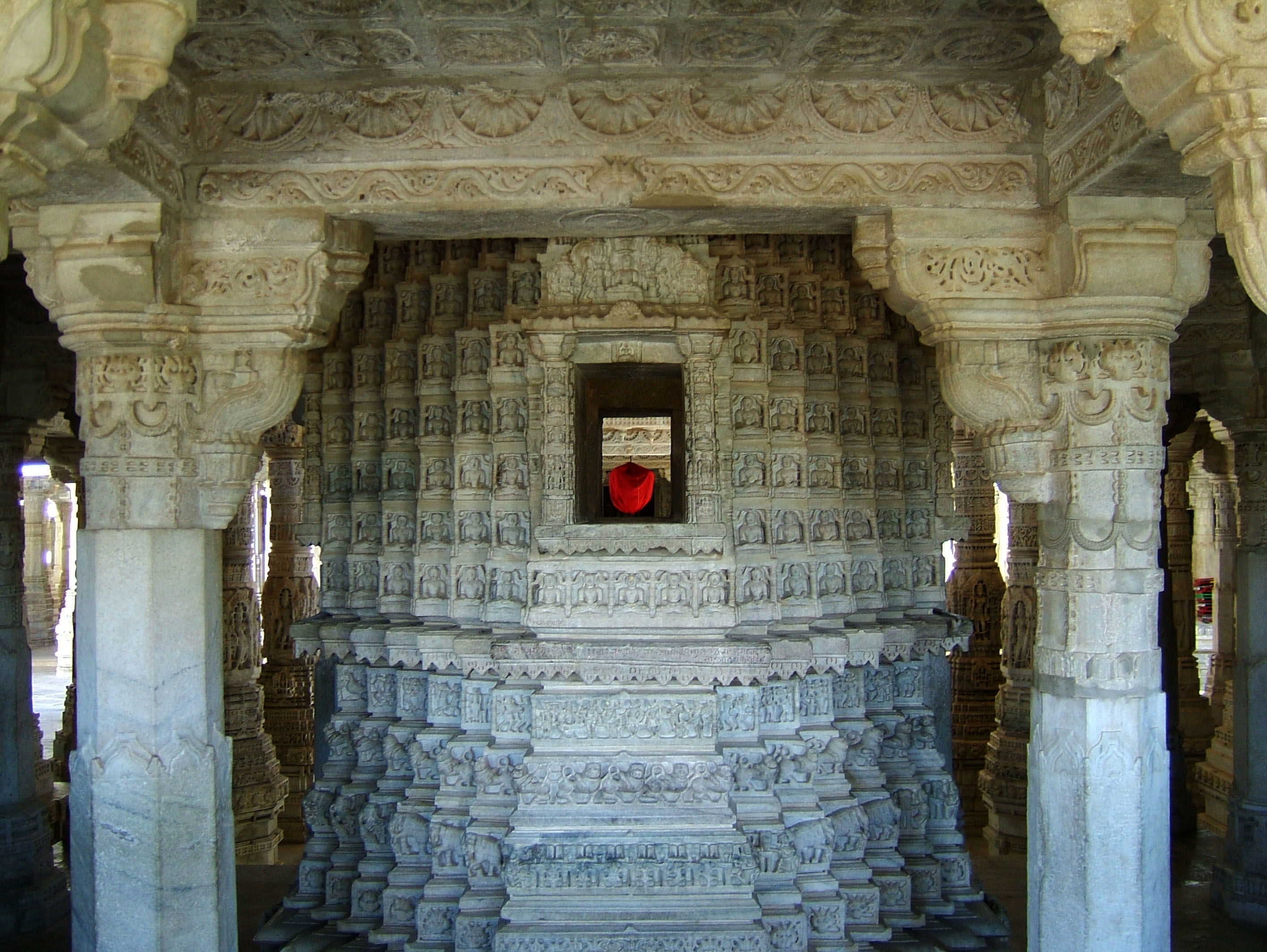
Scrigno principale del tempio di Ranakpur.
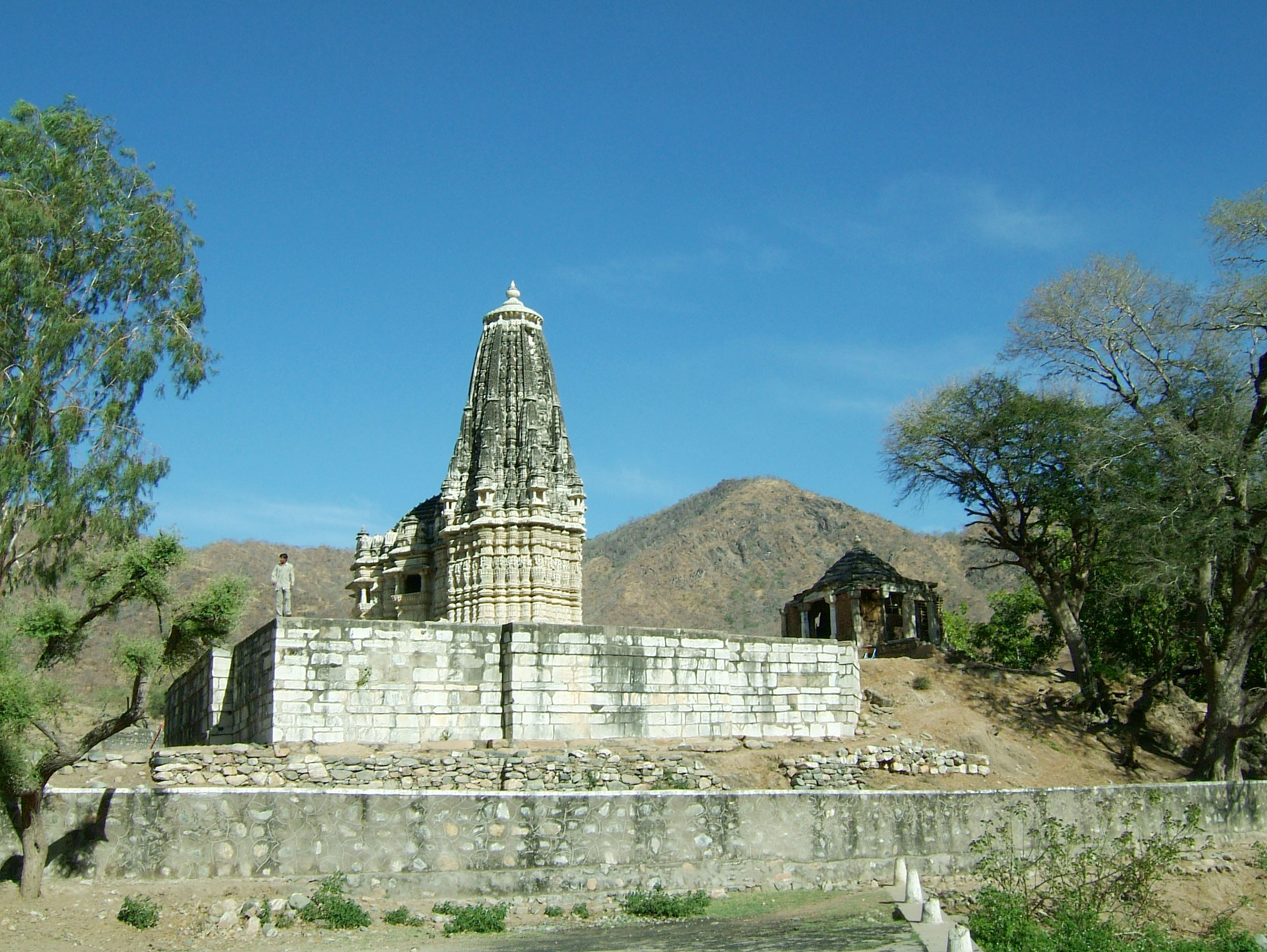
Tempio del Sole che si trova a 300 dal tempio principale.
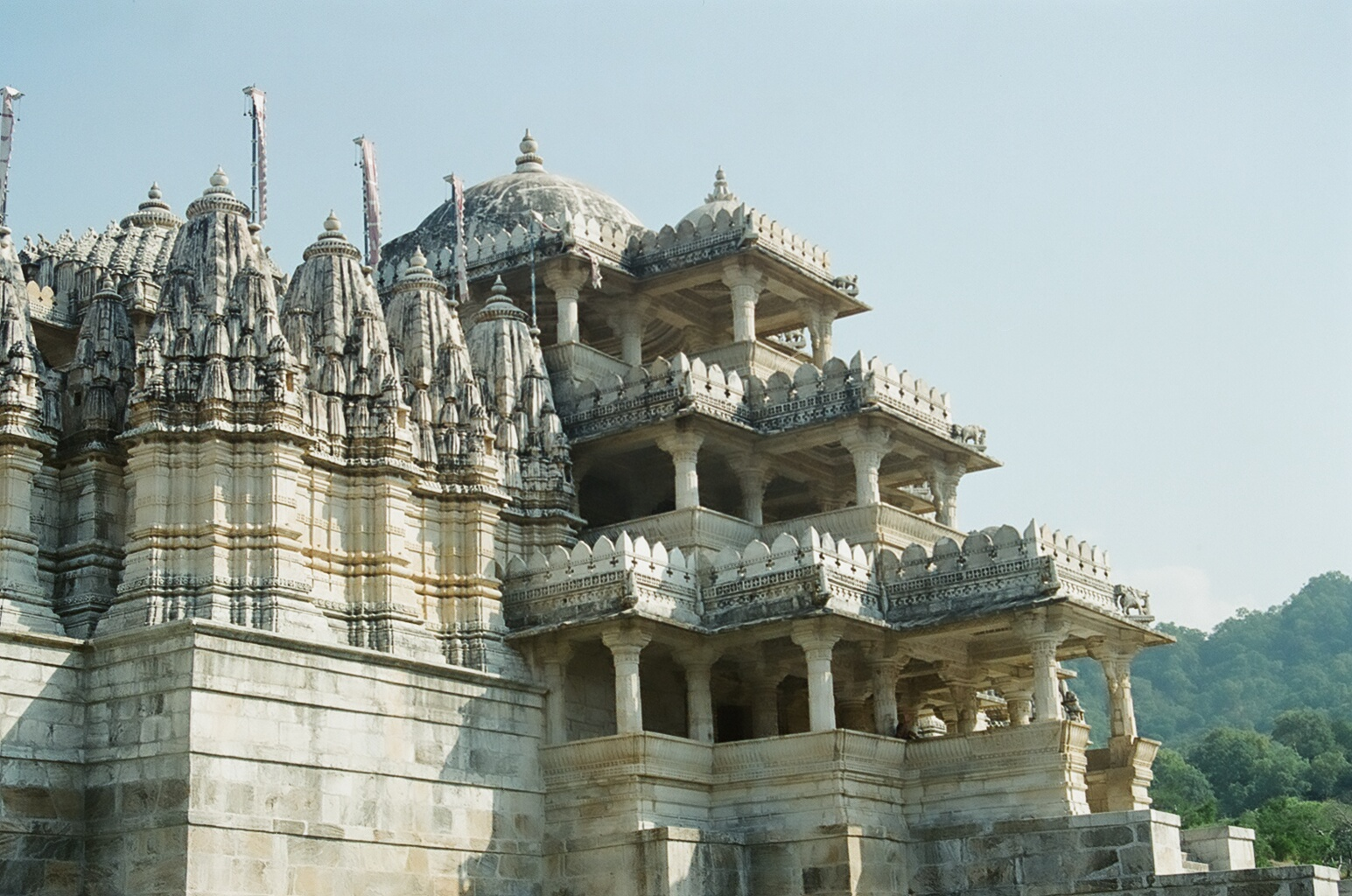
Esterno del tempio
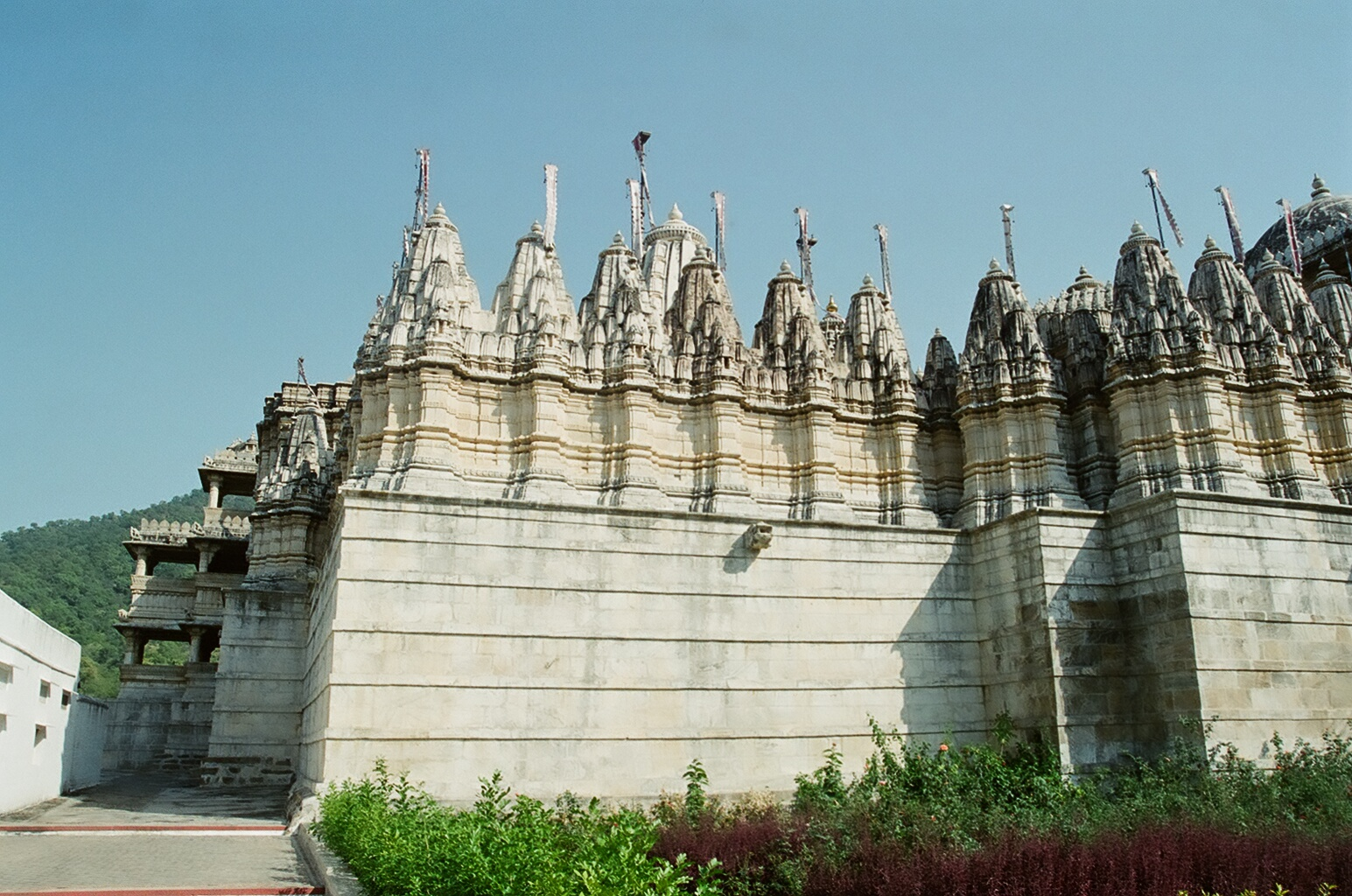
Esterno del tempio
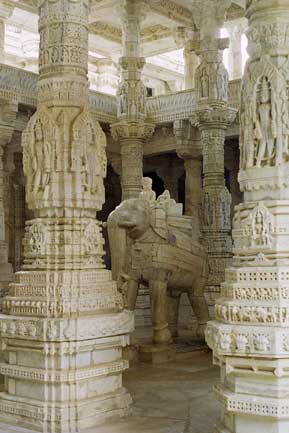
Interno del tempio
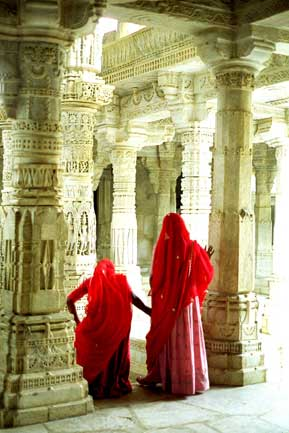
Interno del tempio
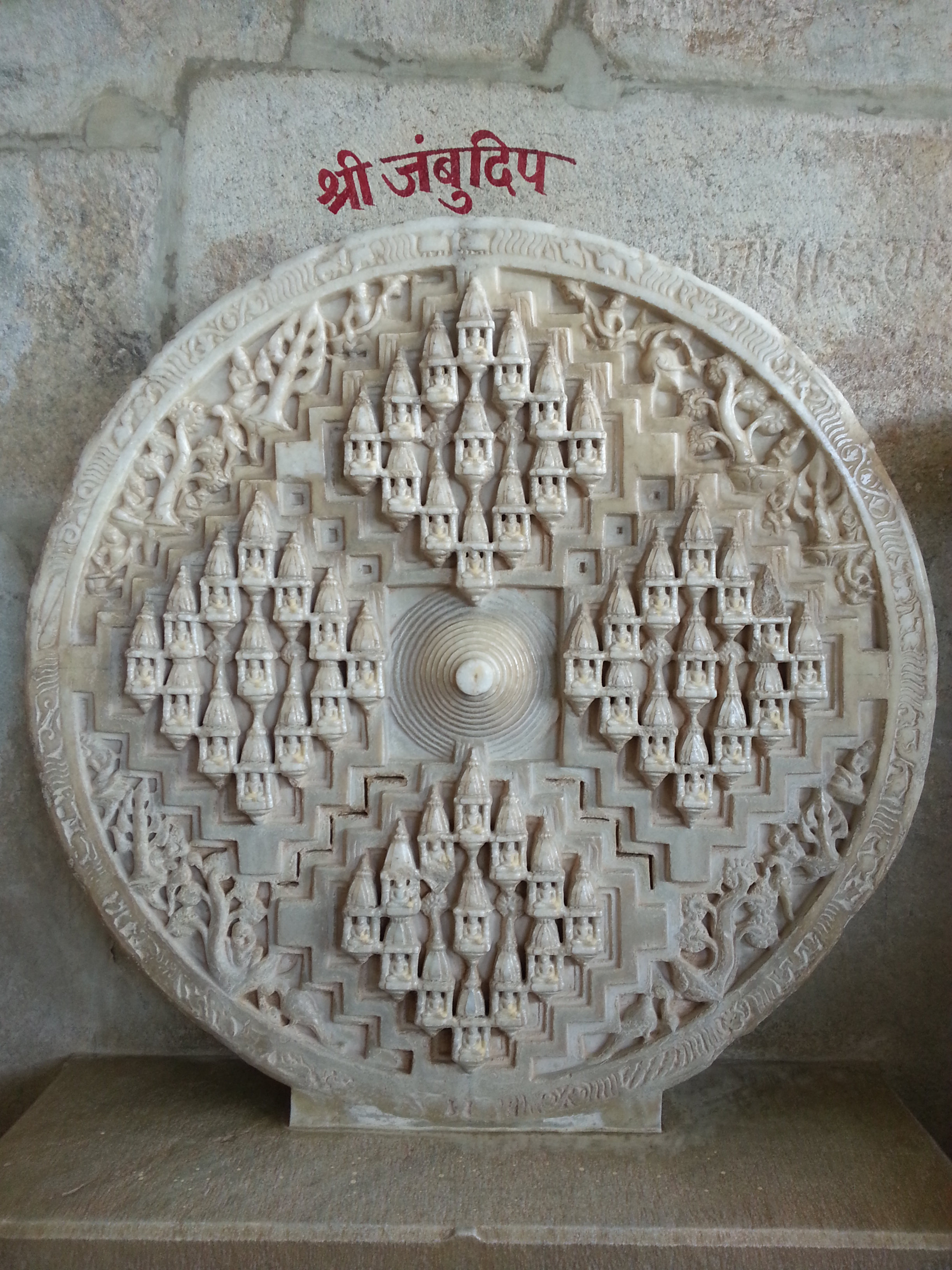
Rappresentazione di JambuDweep जम्बुद्वीप
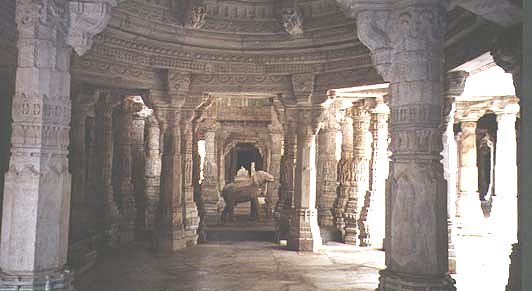
Immagine del tempio
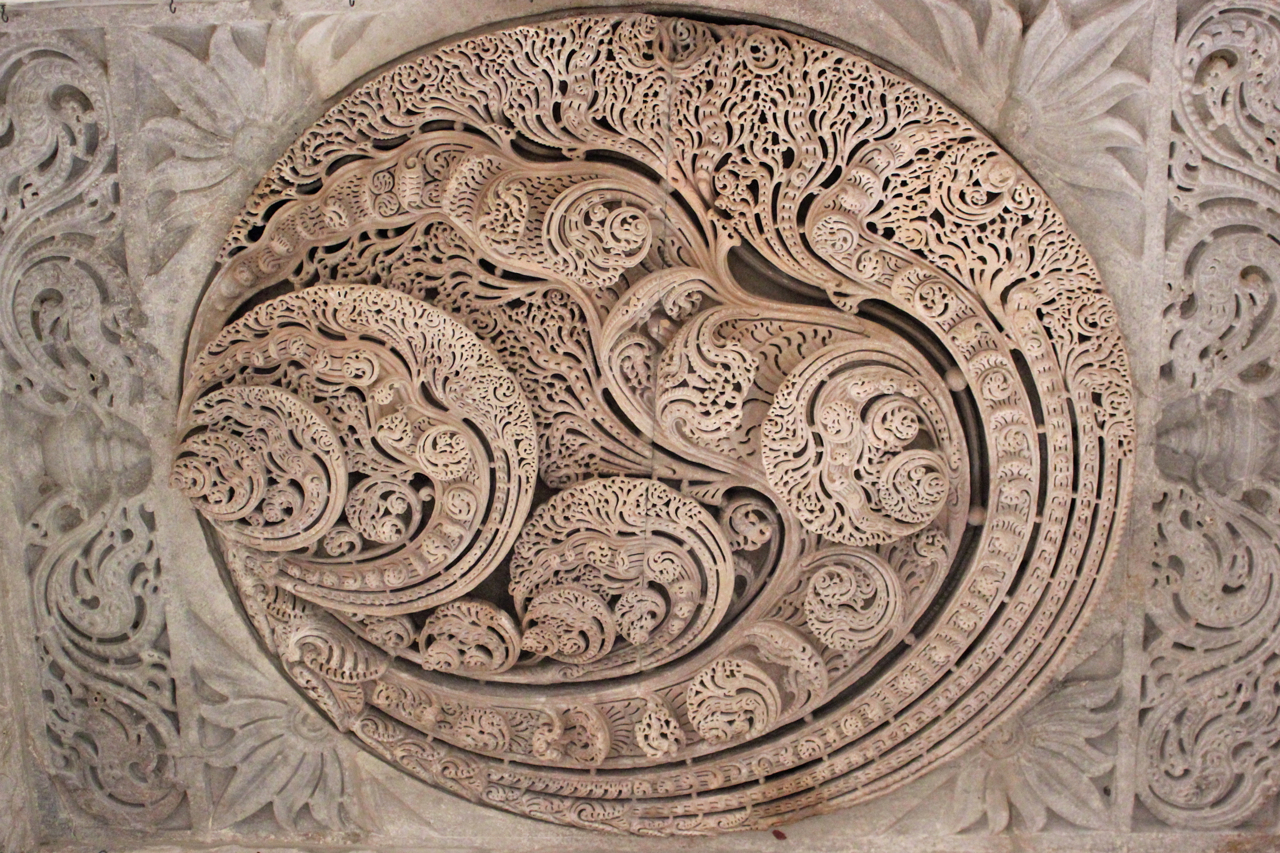
Soffitto scolpito
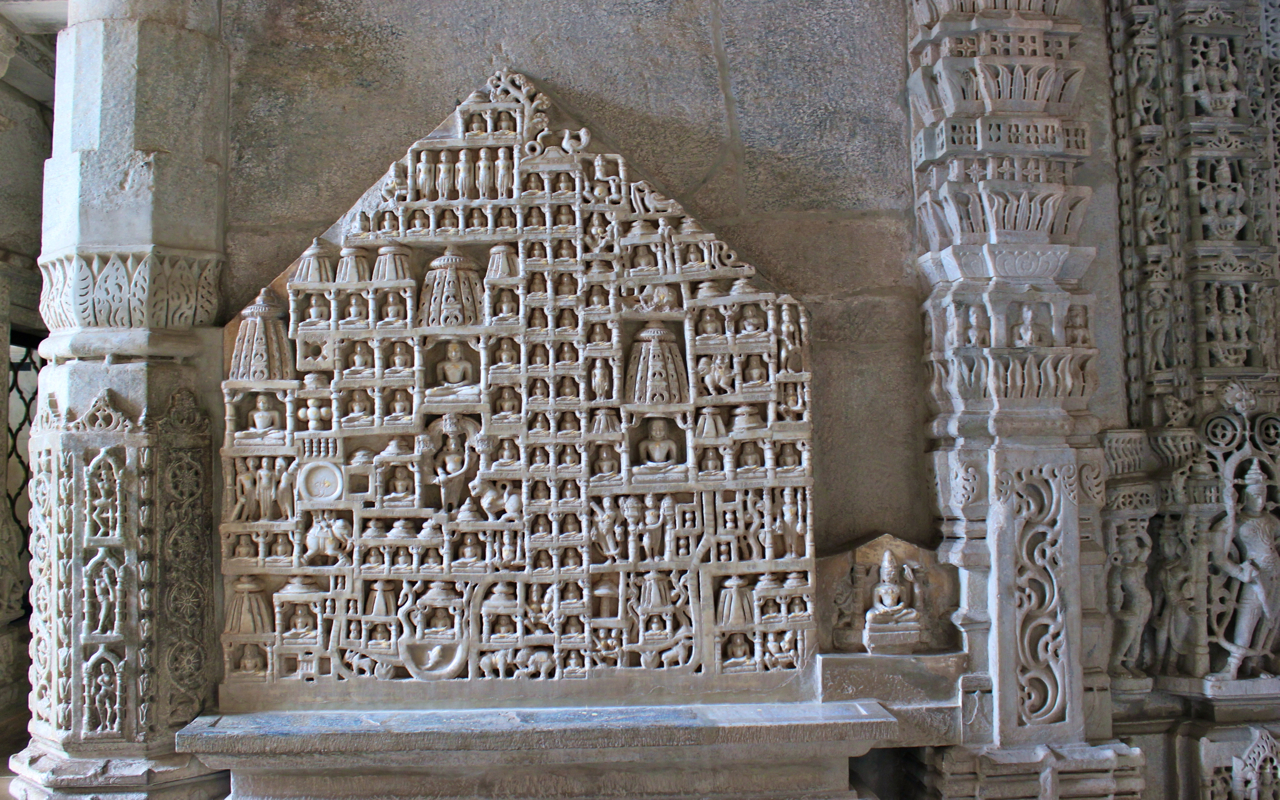
Rappresentazione iconica del Monte Shatrunjay, dove esistono 863 templi giainisti a grappolo nei pressi di Palitana.
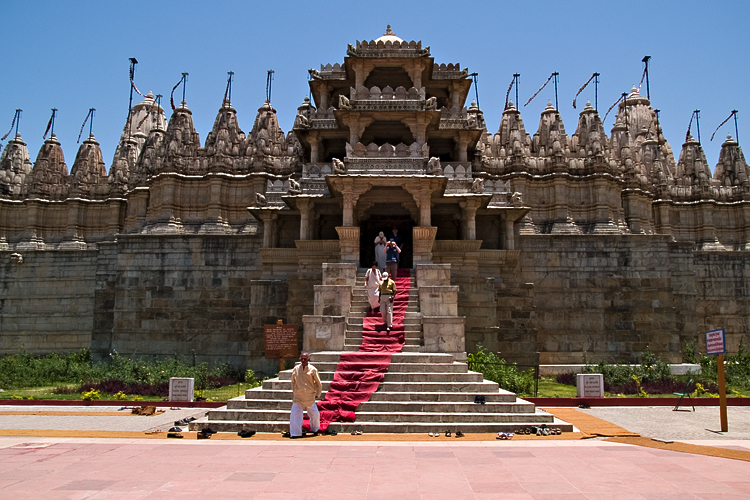
Prospetto principale
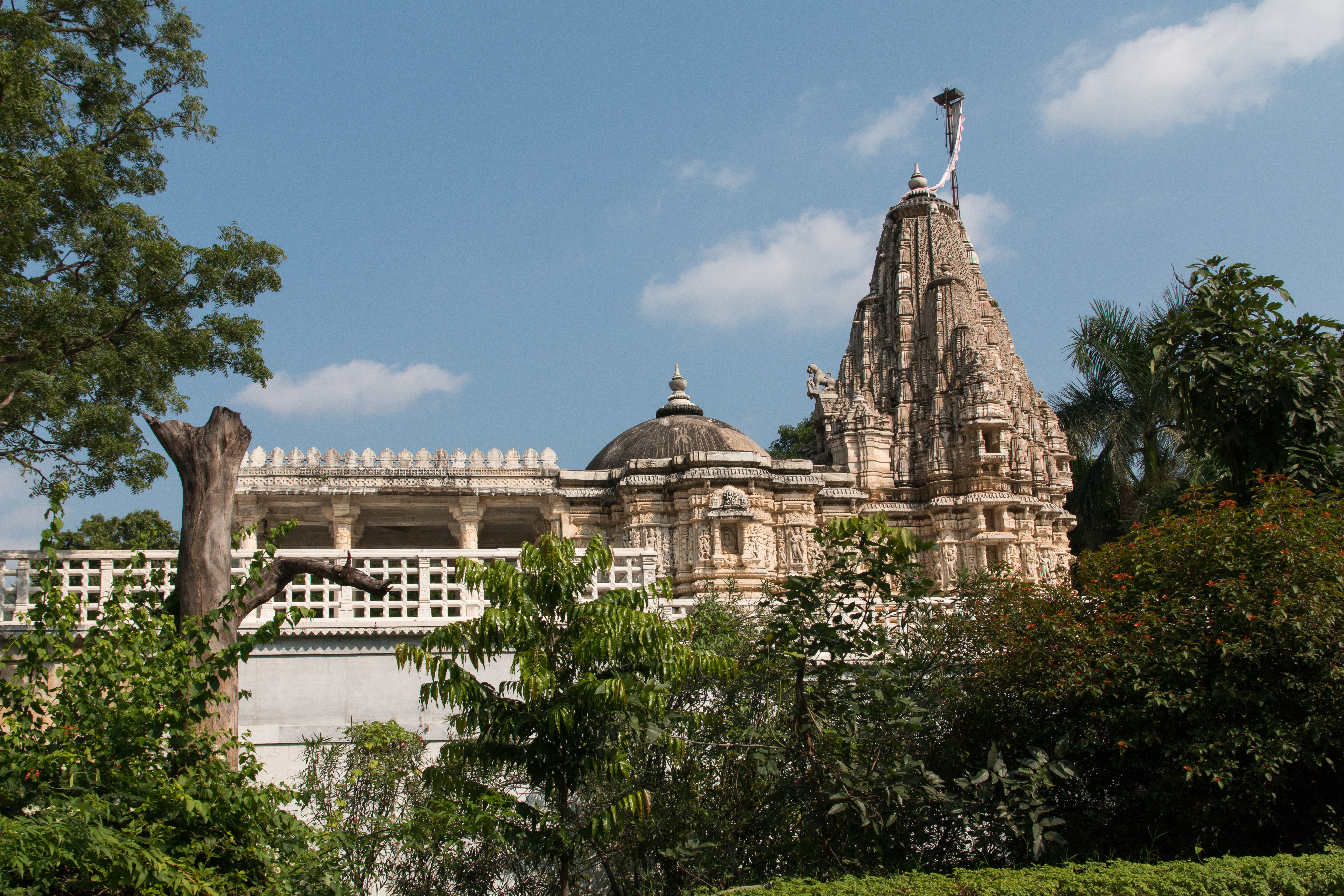
Tempio di Suparshavanath a Ranakpur